# Dutch Blitz
Dutch Blitz is een kaartspel waarbij snelheid een grote rol speelt. Het spel is ontworpen in het begin van de jaren 70 van de 20e eeuw door Werner Ernst George Muller, een Duitse immigrant uit Bucks County, Pennsylvania. Het spel is erg populair onder de amish en christelijke groepen in de V.S. en Canada (vooral in Nederlandse en Duitse gemeenschappen aldaar). Het spel lijkt sterk op Ligretto, wat ook uit Duitsland komt, maar later is ontwikkeld (in 1988) en hoogstwaarschijnlijk een kopie van dit spel is. Ligretto is in Europa op de markt gebracht, waar Dutch Blitz hoofdzakelijk in Amerika op de markt is gebracht. Sinds 2010 is het ook via internet in Nederland verkrijgbaar. 

## Het spel
- spelers = 2-8
- leeftijd = 6 jaar en ouder
- klaarzetten = < 1 minuut
- speelduur = ongeveer 5 - 10 minuten per ronde
- complexiteit= makkelijk
- strategie = gemiddeld
- geluksfactor = gemiddeld
- vaardigheden = hand-oogcoördinatie, snelheid

### Spelinhoud
- 160 kaarten:
  - 4 stapels; pomp, rijtuig, ploeg en emmer.
    - Elke stapel heeft 10 oranje (rode), 10 blauwe, 10 groene en 10 gele kaarten.

## Terminologie van het spel

### Blitz-Stapel
Dit is de belangrijkste stapel, want als een speler deze heeft uitgespeeld, heeft hij de ronde gewonnen. Deze stapel bestaat uit 10 kaarten die men met het getal naar onderen voor zich neer legt. Alleen de bovenste kaart wordt met het getal naar boven omgedraaid zodat te zien is of een speler deze kwijt kan.

### Aflegstapel
Stapels kaarten in de vier kleuren die midden op tafel komen te liggen - kleur op kleur en beginnend bij 1 en oplopend naar 10 - waar alle spelers hun kaarten op mogen leggen. Elke speler scoort punten door hier kaarten op af te leggen. Hier zit ook het snelheidsaspect van het spel; het komt namelijk geregeld voor dat een andere speler eenzelfde soort kaart (een rode 4) op de rode stapel wil leggen. Wie het eerst komt, wie het eerst maalt. 

### De Rij van Drie
Kaarten die links van de Blitz-stapel komen te liggen. Deze drie kaarten worden gebruikt om kaarten van de Blitz-stapel op af te leggen, zodat men deze sneller kwijt kan (dat is tenslotte het idee van het spel). De  Rij van Drie mag ook gebruikt worden om kaarten op de Aflegstapel te leggen en zodoende punten te scoren. Het gat wat is achtergebleven na deze kaart weggelegd te hebben, mag worden opgevuld met een kaart van de Blitz-stapel (zo schiet het tenminste nog op). Als een speler met 2 andere spelers speelt, bestaat de Rij van Drie niet meer, maar wordt het de Rij van Vijf en heeft men dus 5 kaarten links van de Blitz-stapel liggen. 
De Hand: Dit zijn de overgebleven kaarten die een speler op hand neemt. Hij telt drie kaarten af, legt deze drie op tafel neer op zo'n manier dat hij de derde kaart open ziet liggen. Deze open kaart kan nu ook gebruikt worden om af te leggen op de aflegstapel.

## Het spelverloop
Iedereen krijgt 40 kaarten van 1 kleur. Iedereen legt dus 3 kaarten open voor zich liggen (de Rij van Drie), daarnaast een stapel van 10 kaarten met de bovenste open (de rest ligt gesloten onder deze bovenste kaart; de Blitz-stapel) en de rest van de kaarten worden in de Hand gehouden. Wanneer iemand een 1 heeft liggen, mag deze uitgespeeld worden; de eerste Aflegstapel is een feit. Van dezelfde kleur mag nu de 2 opgelegd worden. In totaal mogen er 8 Aflegstapels gemaakt worden (elke speler heeft 4 kaarten met een 1, van elke kleur 1). Hier gaat het dus om snelheid. Twee spelers hebben mogelijk beide dezelfde 2 die ze kunnen uitspelen. Hier komt het dan op de snelheid van de spelers aan; wie het snelst is, mag de kaart op tafel leggen. Komt deze kaart van de Blitz-stapel of de Rij van Drie, dan kan er weer een kaart uit de Blitz-stapel omgedraaid en weggelegd worden. 
Het doel is om te winnen, zoals bij de meeste spellen. Meedoen is hier geen olympische gedachte, het gaat om de punten. Het gaat het snelst door de Blitz-stapel kwijt te raken, maar spelers krijgen ook punten door kaarten op de Aflegstapel te leggen. Hiervoor kunnen spelers kaarten van de Blitz-Stapel, de Rij van Drie en De Hand gebruiken. 
Het spel is over wanneer iemand al zijn 10 kaarten uit de Blitz-Stapel heeft uitgespeeld en vervolgens hard "BLITZ" roept. Dit kan op de Aflegstapels zijn, maar ook op de Rij van Drie. Elke speler scoort dan op de volgende manier punten: 
1. Je krijgt 1 punt voor elke weggelegde kaart op de Aflegstapel.
2. Je krijgt 2 strafpunten voor alle kaarten die nog op de Blitz-Stapel liggen.

Je speelt door tot er iemand 75 punten heeft. Wanneer er meerdere mensen tegelijk over de 75 punten heen gaan, wint degene met de meeste punten.

### Variaties
1. Je kunt het spel ook met levensgrote kaarten spelen en het dan "Levend Dutch Blitz" of "Rennend Dutch Blitz" noemen. De grote kaarten moeten dan rennend heen en weer naar de Aflegstapels worden gebracht. Deze variant leent zich dus goed voor het spelen in teamverband.
2. Ook kan men met meer dan 4 mensen spelen. Men neme een zwarte stift, twee spellen Dutch Blitz en voegt op de achterkant van een pak een mooi zwart stipje, de andere blijft zoals die was. Men heeft nu 1 spel kaarten met en 1 spel kaarten zonder dit stipje en kunt het nu met 8 mensen spelen. Hiervoor gelden dezelfde regels alleen mogen er nu meer aflegstapel gemaakt worden: per extra persoon, 2 extra Aflegstapels.